# Skylaks z Kariandy
Skylaks z Kariandy (řecky: Σκύλαξ ο Καρυανδεύς) byl starořecký cestovatel, průzkumník a spisovatel, žijící v 6. až 5. století př. n. l.

## Cesty a díla
Zhruba roku 515 př. n. l. byl vyslán perským králem Dariem I., aby sledoval tok řeky Indus a vypátral kam teče. Se svým doprovodem vyrazil z města Caspatyrus v Gandháře (dnešní Afghánistán) a plavil se po proudu řeky, až po její ústí do moře. Následně putoval západním směrem přes Indický oceán až k Rudému moři, které rovněž prozkoumal. Plavil se až po západní konec Rudého moře v dnešním přístavním městě Suez a poté se vrátil podat zprávu králi Dariovi I. Celá jeho cesta trvala třicet měsíců.
Na základě svých výprav rovněž zaznamenal informace o městech na středomořských ostrovech, včetně Kréty. Jako jeden z prvních například zmiňuje město Kydonie na západní Krétě. Jako „starověkého spisovatele“ jej zmiňuje Strabón.

## Starověké zdroje
- Hérodotos, Histories apodeixis, 4.44
- Aristotelés, Politika, 7.13.2
- Suda, s.v. Σκύλαξ Archivováno 4. 10. 2018 na Wayback Machine.